# Epinephelus exsul
Epinephelus exsul es una especie de peces de la familia Serranidae en el orden de los Perciformes.

## Distribución geográfica
Se encuentra desde el Golfo de California hasta Panamá.